# جرم کاهش‌یافته
در فیزیک، جرم کاهش‌یافته (انگلیسی: Reduced mass) همان جرم اینرسی m1 است که مسئله دو جسم مکانیک نیوتنی ظاهر می‌شود. این کمیتی است که اجازه می‌دهد مشکل دو بدن حل شود، گویی که مسئله یک جسم باشد. اما توجه شود که جرم تعیین‌کننده نیروی گرانش کاهش نمی‌یابد. در محاسبه، یک جرم می‌تواند با جرم کاهش‌یافته جایگزین شود، در صورتی که این جبران با جایگزینی جرم دیگر با مجموع هر دو جرم جبران می‌شود. جرم کاهش یافته غالباً با {\ displaystyle \ mu} \ mu (mu) مشخص می‌شود، اگرچه پارامتر گرانشی استاندارد نیز با {\ displaystyle \ mu} \ mu (همان‌طور که تعداد دیگری از مقادیر فیزیکی دیگر نیز نشان داده می‌شوند) نشان داده می‌شود. ابعاد جرم و واحد SI کیلوگرم دارد.

## معادله
با توجه به دو جسم، یکی با جرم m1 و دیگری با جرم m2، مسئله یک بدن معادل، با موقعیت یک جسم نسبت به جسم دیگر به عنوان ناشناخته، یک جسم واحد است.
{\displaystyle \mu ={\cfrac {1}{{\cfrac {1}{m_{1}}}+{\cfrac {1}{m_{2}}}}}={\cfrac {m_{1}m_{2}}{m_{1}+m_{2}}},\!\,}
در حالی که نیرو بر روی این جرم توسط نیروی بین دو جسم داده می‌شود.